# الاخوة المعجزة
الاخوة المعجزة (بالكورية: 기적의 형제)؛ هو مسلسل تلفزيوني كوري جنوبي، من بطولة جونغ وو وباي هيون-سونغ. عرض على قناة JTBC في 28 يونيو 2023 ، يتم بثه كل الأربعاء والخميس الساعة 22:30 بتوقيت (KST).

## ملخص
تصور الدراما الصداقة الدافئة والإنسانية عندما يلتقي دونج جو، الشاب الشغوف الذي لا يملك سوى الديون، بكانغ سان، وهو فتى مجهول الهوية يتمتع بقدرات غامضة، يتعاون الثنائي في في حل معضلة كبيرة مرتبطة بجريمة قتل حدثت قبل 26 عام.

## الطاقم

### رئيسي
- جونغ وو في دور يوك دونغ جو[5]
- باي هيون سونغ في دور كانغ سان[5]

### داعم
- بارك يو-ريم في دور يون-سو: محققة جرائم[6]
- لي كي-وو في دور لي ميونغ-هيوك: ممثل صحيفة[7]
- أوه مان-سيوك في دور كاي: رجل غامض[8]
- كانغ مال-جيوم في دور دور تشا وو جونغ: صاحبة كافيه[8]
- آهن ناي-سانغ في دور لي بيونغ مان: محقق جرائم قتل[8]
- سيو جاي هي في دور كانغ هاي كيونغ: صاحبة حانة[9]
- لي سونغ ووك في دور لي تاي مان: مالك شركة روائية[9]
- وو هيون في دور نوه ميونغ نام: المتهم في قضية القتل التي حصلت قبل 26 عام[10]

### ظهور خاص
- بارك جي-هو[11]

## المشاهدات
| الموسم | الموسم | رقم الحلقة | رقم الحلقة | رقم الحلقة | رقم الحلقة | رقم الحلقة | رقم الحلقة | رقم الحلقة | رقم الحلقة | رقم الحلقة | رقم الحلقة | رقم الحلقة | رقم الحلقة | رقم الحلقة | رقم الحلقة | رقم الحلقة | رقم الحلقة | المتوسط     |
| الموسم | الموسم | 1          | 2          | 3          | 4          | 5          | 6          | 7          | 8          | 9          | 10         | 11         | 12         | 13         | 14         | 15         | 16         | المتوسط     |
| ------ | ------ | ---------- | ---------- | ---------- | ---------- | ---------- | ---------- | ---------- | ---------- | ---------- | ---------- | ---------- | ---------- | ---------- | ---------- | ---------- | ---------- | ----------- |
|        | 1      | 610        | 655        | 558        | 630        | 568        | 649        | 474        | 629        | 587        | 582        | 515        | غ/م        | 501        | 496        | 569        | 698        | ستُعلن لاحقًا |

| الحلقات | تاريخ البث    | تقييمات "نيلسن كوريا" | تقييمات "نيلسن كوريا" |
| الحلقات | تاريخ البث    | على الصعيد الوطني     | سيئول                 |
| ------- | ------------- | --------------------- | --------------------- |
| 1       | 28 يونيو 2023 | 2.953%                | 2.863%                |
| 2       | 29 يونيو 2023 | 3.002%                | 2.739%                |
| 3       | 5 يوليو 2023  | 2.780%                | 2.615%                |
| 4       | 6 يوليو 2023  | 2.773%                | 2.726%                |
| 5       | 12 يوليو 2023 | 2.808%                | 2.935%                |
| 6       | 13 يوليو 2023 | 2.942%                | 2.705%                |
| 7       | 19 يوليو 2023 | 2.277%                | 2.088%                |
| 8       | 20 يوليو 2023 | 2.996%                | 2.641%                |
| 9       | 26 يوليو 2023 | 2.526%                | 2.334%                |
| 10      | 27 يوليو 2023 | 2.749%                | 2.450%                |
| 11      | 2 أغسطس 2023  | 2.282%                | 2.217%                |
| 12      | 3 أغسطس 2023  | 2.119%                | _                     |
| 13      | 9 أغسطس 2023  | 2.475%                | 2.409%                |
| 14      | 10 أغسطس 2023 | 2.359%                | 2.358%                |
| 15      | 16 أغسطس 2023 | 2.534%                | 2.339%                |
| 16      | 17 أغسطس 2023 | 3.266%                | 3.482%                |
| متوسط   | متوسط         | 2.678%                | 2.593%                |

## الإنتاج
المسلسل هو التعاون التاسع بين المخرج بارك تشان-هونغ والكاتبة كيم جي-وو من اعمالهم مثل: مسلسل شيطان (2007)، الذاكرة (2016)، عالم جميل (2019). تمت القراءة الاولى لسيناريو في أغسطس 2022، في مبنى مكتب جي تي بي سي في سانغام-دونغ، سيئول.

## روابط خارجية
- الموقع الرسمي
 باللغة الكورية
- الاخوة المعجزة على موقع IMDb (الإنجليزية)
- الاخوة المعجزة على موقع قاعدة بيانات الفيلم (الإنجليزية)
- الاخوة المعجزة على هانسينما